# 草莓状鼠尾草
草莓状鼠尾草（学名：Salvia fragarioides）为唇形科鼠尾草属的植物，是中国的特有植物。分布在中国大陆的云南等地，生长于海拔800米的地区，常生于河边岩石上，目前已由人工引种栽培。